# Pernille Frahm
Pernille Maria Frahm (ur. 1 kwietnia 1954 w Hillerød) – duńska polityk, nauczycielka, eurodeputowana w latach 1999–2004, posłanka krajowa.

## Życiorys
Kształciła się w szkole państwowej w Kongens Lyngby. W 1978 ukończyła kolegium nauczycielskie. W 2006 została magistrem na uniwersytecie pedagogicznym przy Uniwersytecie Aarhus. Od 1978 zatrudniona jako nauczycielka w różnych szkołach w Ballerup, Hillerød i innych miejscowościach.
Zaangażowała się w działalność Socjalistycznej Partii Ludowej. W 1988 weszła w skład władz centralnych tego ugrupowania, w latach 90. kilkakrotnie bez powodzenia kandydowała z jego ramienia w różnych wyborach. W 1998 została wybrana do Folketingetu. W wyborach w 1999 uzyskała mandat posłanki do Parlamentu Europejskiego V kadencji. Należała do grupy Zjednoczonej Lewicy Europejskiej i Nordyckiej Zielonej Lewicy (jako jej wiceprzewodnicząca), pracowała m.in. w Komisji Ochrony Środowiska, Zdrowia i Ochrony Konsumentów. W PE zasiadała do 2004. W 2007 po raz drugi w karierze politycznej uzyskała mandat deputowanej do duńskiego parlamentu.
Była partnerką życiową lidera socjalistów Villy'ego Søvndala.